# Greatest Hits (album, Mariah Carey)
Greatest Hits je kompilace největších hitů, které vydala americká zpěvačka Mariah Carey v roce 2001. Po albu #1's je to druhá výběrová deska. Tentokrát ale vyšla pod labelem Columbia Records.
Deska vyšla krátce po komerčně neúspěšném soundtracku Glitter ve Spojených státech debutovala na 52. místě. Celosvětově se desky prodalo přes 4 miliony kopií.

## Seznam písní
- Disk 1

1. Vision of Love – 3:31
2. Love Takes Time – 3:51
3. Someday – 4:08
4. I Don't Wanna Cry – 4:51
5. Emotions – 4:10
6. Can't Let Go – 4:29
7. Make It Happen – 5:09
8. I'll Be There (feat. Trey Lorenz) – 4:26
9. Dreamlover – 3:55
10. Hero – 4:20
11. Without You – 3:37
12. Anytime You Need a Friend – 4:27
13. Endless Love (feat. Luther Vandross) – 4:21
14. Fantasy – 4:04
15. Open Arms – 3:30
16. Music Box – 4:57
17. All I Want for Christmas Is You – 4:02

- Disk 2

1. One Sweet Day (feat. Boyz II Men) – 4:43
2. Always Be My Baby – 4:20
3. Forever – 4:01
4. Underneath the Stars – 3:35
5. Honey – 5:02
6. Butterfly – 4:36
7. My All – 3:53
8. Sweetheart (feat. Jermaine Dupri) – 4:24
9. When You Believe (feat. Whitney Houston) – 4:36
10. I Still Believe – 3:57
11. Heartbreaker (feat. Jay-Z) – 4:48
12. Thank God I Found You (feat. Joe & 98 Degrees) – 4:20
13. Can't Take That Away (Mariah's Theme) – 4:34

## Umístění
| Hitparáda      | Umístění |
| -------------- | -------- |
| USA            | 52       |
| Japonsko       | 3        |
| Velká Británie | 7        |
| Brazíie        | 1        |
| Francie        | 24       |
| Itálie         | 25       |
| Portugalsko    | 7        |
| Austrálie      | 47       |
| Nový Zéland    | 11       |